# Gare d’Épône - Mézières
Gare d’Épône - Mézières vasútállomás Franciaországban, Épône településen.

## Vasútvonalak
Az állomást az alábbi vasútvonalak érintik:
- Párizs–Le Havre-vasútvonal
- Plaisir-Grignon-Épône - Mézières-vasútvonal

## Kapcsolódó állomások
A vasútállomáshoz az alábbi állomások vannak a legközelebb:
- Gare de Mantes-Station (Gare de Vernon, Transilien J vonal)
- Gare de Nézel - Aulnay (Paris Gare Montparnasse, Transilien N)
- Gare d’Aubergenville-Élisabethville (Paris Gare Saint-Lazare, Transilien J vonal, Gare de Poissy)
- Gare de Mantes-la-Jolie (Gare de Mantes-la-Jolie, Transilien N)